# Iso-Leviäinen
Iso-Leviäinen är en sjö i kommunen Salla i landskapet Lappland i Finland. Arean är 37 hektar och strandlinjen är 4,58 kilometer lång. Sjön  ingår i Kemi älvs huvudavrinningsområde.   Den ligger omkring 110 kilometer öster om Rovaniemi och omkring 720 kilometer norr om Helsingfors. 